# أنطونيو ساينز
أنطونيو ساينز (بالإسبانية: Antonio Sáenz)‏ هو محامي وسياسي أرجنتيني، ولد في 6 يونيو 1780 ببوينس آيرس في الأرجنتين، وتوفي بنفس المكان في 22 يوليو 1825.